# Arnold McNair, 1. Baron McNair
Arnold Duncan McNair, 1. Baron McNair CBE Kt KC FBA (* 4. März 1885 in London; † 22. Mai 1975 in Cambridge) war ein britischer Jurist und von 1935 bis 1937 Whewell-Professor für internationales Recht an der University of Cambridge. Von 1946 bis 1955 wirkte er als Richter am Internationalen Gerichtshof, darunter von 1952 bis 1955 als Präsident des Gerichts. Von 1959 bis 1965 amtierte er als Präsident des Europäischen Gerichtshofs für Menschenrechte.

## Leben
Arnold Duncan McNair wurde 1885 in London geboren und studierte bis 1909 Rechtswissenschaften am Gonville and Caius College der University of Cambridge, an dem er anschließend auch selbst unterrichtete. Nach einer vorübergehenden Tätigkeit als Solicitor in seiner Geburtsstadt London und als Dozent für internationales Recht an der London School of Economics kehrte er 1912 als Fellow und später als Senior Tutor an das Gonville and Caius College zurück. Er promovierte 1925 in Cambridge und wurde dort zehn Jahre später auf den Whewell-Lehrstuhl für internationales Recht berufen. Diese Position gab er jedoch bereits 1937 wieder auf, um Vizekanzler der University of Liverpool zu werden. Im Jahr 1945 ging er zurück nach Cambridge und wurde dort Professor für vergleichende Rechtswissenschaft.
Nach der Gründung des Internationalen Gerichtshofs (IGH) in Den Haag wurde er 1946 zum Richter am IGH gewählt, an dem er bis 1955 tätig war, darunter von 1952 bis 1955 als Präsident des Gerichts. Sein Nachfolger am IGH wurde wie in Cambridge sein Schüler Hersch Lauterpacht. Von 1959 bis 1965 wirkte er als erster Präsident des neu geschaffenen Europäischen Gerichtshofs für Menschenrechte in Straßburg.
Arnold Duncan McNair war ab 1912 verheiratet und hatte einen Sohn und drei Töchter. Er starb 1975 in Cambridge.

## Auszeichnungen
Arnold Duncan McNair wurde 1918 als Commander (CBE) in den Order of the British Empire aufgenommen sowie 1943 als Knight Bachelor zum Ritter geschlagen und zum King’s Counsel ernannt. Im Jahr 1939 folgte die Aufnahme als Fellow in die British Academy, deren Vizepräsident er von 1955 bis 1956 war. Die Académie royale des Sciences, des Lettres et des Beaux-Arts de Belgique nahm ihn 1948 als assoziiertes Mitglied auf. Darüber hinaus wurde er 1955 als Baron McNair, of Gleniffer in the County of Renfrew, in den erblichen Adelsstand erhoben sowie von der Amerikanischen Gesellschaft für internationales Recht 1954 zum Ehrenmitglied ernannt und 1959 mit der Manley-O.-Hudson-Medaille ausgezeichnet, der höchsten Ehrung der Gesellschaft.

## Werke (Auswahl)
- The Law of the Air. London 1932, 1953, 1964
- Roman Law & Common Law: a Comparison in outline. Cambridge 1952
- The Development of International Justice. New York 1954
- The Law of Treaties. Oxford 1961
- Lord McNair, Selected Papers and Bibliography. Leiden und New York 1974